# Gymnosphaera vexans
Gymnosphaera vexans là một loài thực vật có mạch trong họ Cyatheaceae. Loài này được (Ces.) Copel. mô tả khoa học đầu tiên năm 1947.